# Lynda Johnson (actrice)
Pour les articles homonymes, voir Johnson et Lynda Johnson.
Lynda Johnson est une actrice canadienne, née le 27 avril 1968 à Montréal.

## Biographie
Après ses études en arts, Lynda travaillera pendant deux ans en sérigraphie. En 1990, elle entre à l'École nationale de théâtre du Canada. Elle obtiendra son diplôme en 1994. À sa sortie de l'École, c'est son rôle de Maryse Lemieux dans le téléroman 4 et demi…, écrit par Sylvie Lussier et Pierre Poirier, diffusé à la Télévision de Radio-Canada de 1994 à 2001, qui la fera connaître du grand public. En 2008, les auteurs lui offrent de reprendre ce même rôle pour le téléroman L'Auberge du chien noir.
En 2001, elle décrochera le rôle d'Esther Bérubé dans la comédie Rumeurs écrite par Isabelle Langlois. Ce rôle lui a valu plusieurs nominations aux Prix Gémeaux ainsi qu'au Gala Artis. Rumeurs a été diffusé à Radio-Canada de 2002 à 2008.
De 2012 à 2017, elle sera de la distribution du téléroman O' sur le réseau TVA. Elle incarne le personnage de Josée Carignan.
Elle a été porte-parole de 2003 à 2009 pour La Rue des femmes, un organisme qui vient en aide aux femmes en état d'itinérance à Montréal. Depuis novembre 2013, elle est porte-parole pour La Mosaïque, un organisme de bienfaisance et de charité au service de la population de la Rive-sud.

## Filmographie

### Télévision
- 1994 : 4 et demi… : Maryse Lemieux
- 1995 : Alys Robi : Aline Duval
- 1995 : Le Billet de loterie - épisode (Une petite fille particulière) : Gisèle
- 2000 : Chartrand et Simonne : Jeanne Sauvé
- 2001 : La Vie, la vie : Christine
- 2002 : KM/H : Isabelle
- 2002-2007 : Rumeurs : Esther Bérubé
- 2008-2017 : L'Auberge du chien noir : Maryse Lemieux
- 2012 : 30 vies : Sylvie Paillé
- 2012-2018 : O' : Josée Carignan
- 2013 : La Chienne : court-métrage de Sébastien Landry, Laurence Morais-Lagace : Barbara
- 2017 : Férale (court-métrage) : Norma
- 2017 : Polyvalente : Série Web de Sébastien Landry et Laurence Morais : Mérédith
- 2018 : Fatale-Station : Sally Beausoleil
- 2018 : Fugueuse : Mylène, la mère de Fanny
- 2020 : Les Mecs : Geneviève Caron
- 2022 : 5e rang : Isabelle Perreault[1]
- 2022 : La Faille (troisième saison)[2]
- 2024: L’Indétectable: écrite par Annie Piérard, Bernard Dansereau et Étienne Piérard-Dansereau[3]

## Cinéma
- 2010 : Pour l'amour de Dieu de Micheline Lanctôt : Pauline

## Théâtre
- 1995 : 50+1, mise en scène Robert Gravel
- 1997 : Le Génie amoureux, mise en scène Sophie Clément
- 2001 : Avec le temps, mise en scène Louise Forestier
- 2005 : Cyrano, Juliette et les autres, mise en scène Yvon Bilodeau
- 2009 : Un violon sur un toit, mise en scène Denise Filiatrault
- 2010 : Une partie avec l'empereur, mise en scène Stéphane Brulotte
- 2011-12 : Thérèse et Pierrette…, mise en scène Serge Denoncourt
- 2017 : Chat en poche, mise en scène Daniel Paquette
- 2018-2019 : Les Choristes, mise en scène Serge Denoncourt

## Vidéoclip
- 2001 : Comme tu me l'as demandé de Laurence Jalbert
- 2016 : The Wind de Peter Henry Phillips

## Prix et nominations

### Prix
- 2003 : Prix Gémeaux : Meilleure interprétation dans un premier rôle, catégorie téléroman, comédie (pour le rôle d'Esther dans la série Rumeurs).

### Nominations
- 2007 : Nomination Prix Gémeaux : Meilleure interprétation premier rôle féminin (comédie)
- 2006 : Nomination Prix Artis : Rôle féminin - téléromans québécois
- 2005 : Nomination Prix Gémeaux : Meilleure interprétation premier rôle féminin (téléroman, comédie)
- 2004 : Nomination Prix Gémeaux : Meilleure interprétation premier rôle féminin (téléroman, comédie)
- 2004 : Nomination Prix MetroStar : Rôle féminin - téléromans québécois
- 2000 : Nomination Prix Gémeaux : Meilleure interprétation rôle de soutien téléroman (pour le rôle de Maryse dans 4 et demi…)